# Acrophylla titan
Acrophylla titan är en insektsart som först beskrevs av Macleay 1826.  Acrophylla titan ingår i släktet Acrophylla och familjen Phasmatidae. Inga underarter finns listade i Catalogue of Life.

## Bildgalleri

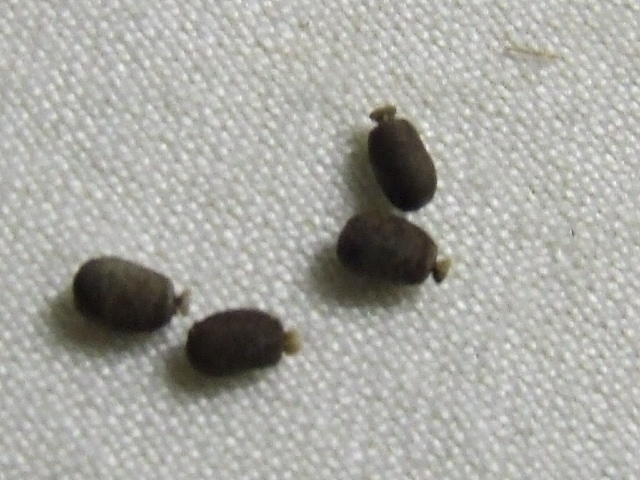